# Tony Duran
Tony Duran (14. října 1945 – 19. prosince 2011) byl americký kytarista a zpěvák. Byl členem doprovodné skupiny Franka Zappy, později hrál s Ruben and the Jets. Zemřel po dvoletém boji s rakovinou prostaty. Hrál především na slide kytaru.

## Diskografie
Seznam není kompletní.
Frank Zappa
- Waka/Jawaka (1972)[3]
- The Grand Wazoo (1972)
- Apostrophe (') (1974)[1]
- Joe's Domage (2004)
- Imaginary Diseases (2006) − koncertní album
- Zappa Wazoo (2007) − koncertní album
- One Shot Deal (2008) − koncertní album

Ruben and the Jets
- For Real! (1973)
- Con Safos (1974)